# Göta älv
Göta älv je rijeka u Švedskoj kojom se najveće švedsko jezero Vänern izlijeva u Atlantski ocean, kod grada Göteborga.
Göta älv, zajedno s rijekom Klarälven koja izvire iz jezere Rogen u Švedskoj, te protječe kroz Norvešku i ulijeva se u jezero Vänern, čini najdužu rijeku Skandinavije, ukupne dužine oko 750 km. 